# Flourens
Flourens (okzitanisch: Florenç) ist eine  französische Gemeinde mit 2.073 Einwohnern (Stand: 1. Januar 2022) im  Département Haute-Garonne in der Region Okzitanien. Sie gehört zum Arrondissement Toulouse und zum Kanton Toulouse-10 (bis 2015: Kanton Toulouse-8). Die Einwohner werden Flourensois genannt.

## Geografie
Flourens liegt etwa neun Kilometer östlich von Toulouse. Der Fluss Seillonne begrenzt die Gemeinde im Nordosten. Umgeben wird Flourens von den Nachbargemeinden Pin-Balma im Norden und Nordwesten, Mons im Norden und Nordosten, Drémil-Lafage im Süden und Osten, Quint-Fonsegrives im Süden und Südwesten sowie Balma im Westen.
Durch den Süden und am südöstlichen Rand der Gemeinde führt die frühere Route nationale 126 (heutige D826).

## Bevölkerungsentwicklung
| Jahr | Einwohner |
| ---- | --------- |
| 1962 | 348       |
| 1968 | 424       |
| 1975 | 592       |
| 1982 | 930       |
| 1990 | 1506      |
| 1999 | 1793      |
| 2006 | 1706      |
| 2017 | 1963      |
| 2019 | 2056      |

## Sehenswürdigkeiten

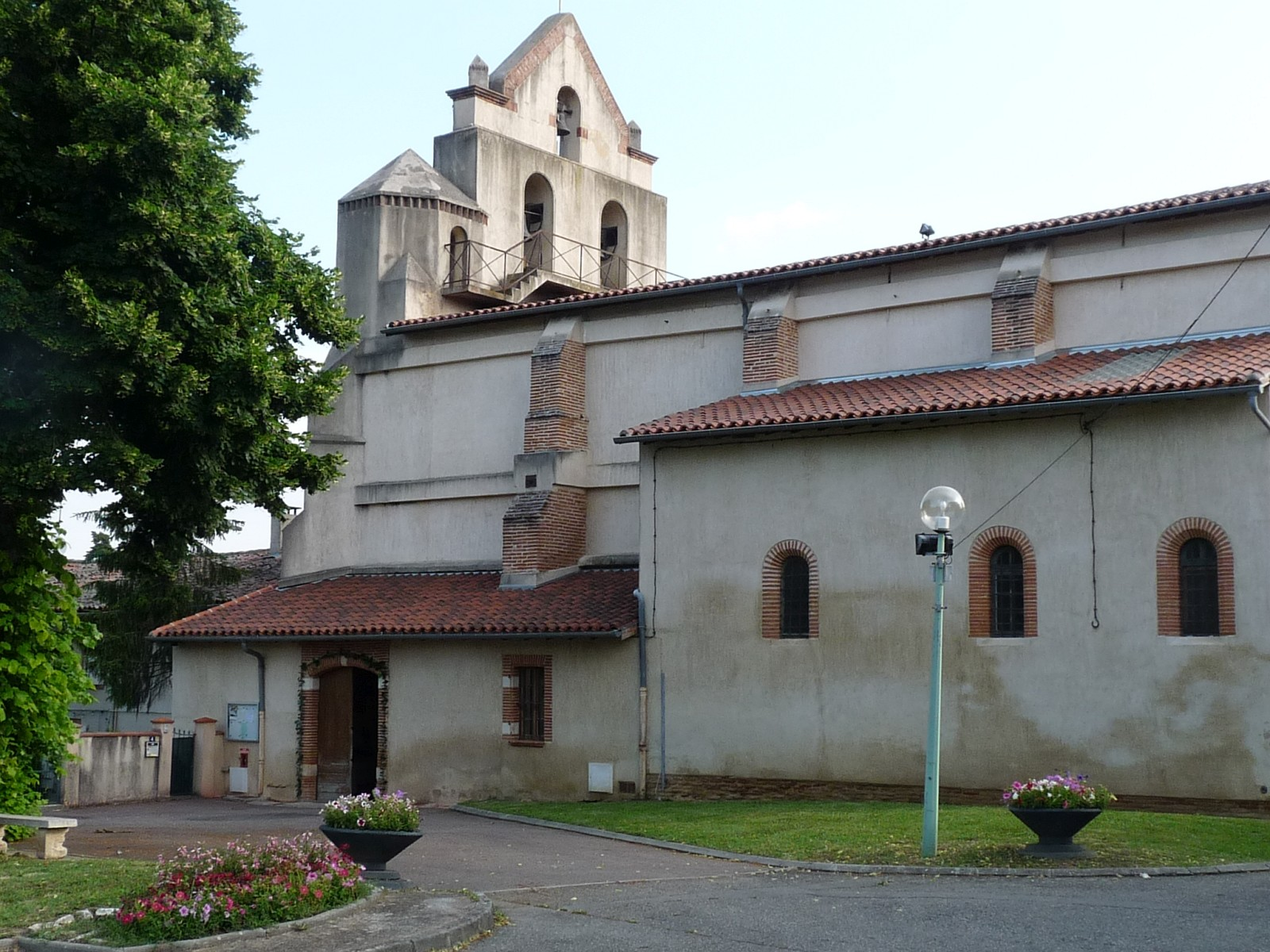
Kirche Saint-Martin

- Kirche Saint-Martin